# Babinda
Babinda è una piccola città e un sobborgo nell'area di Cairns, nel Queensland, Australia. Si trova a circa 60 km a sud di Cairns. Nel 2011, secondo un censimento governativo, la città registrava 1 068 abitanti.
La città è nota per la sua vicinanza alla più alta vetta dello stato, il Monte Bartle Frere insieme al Monte Bellenden Ker. Per la collocazione geografica è anche una delle città più piovose della nazione, con una media annuale di oltre 4200 mm.